# Cupa Ligii 2014-2015
La Cupa Ligii 2014-15, nota come Cupa Ligii Adeplast per ragioni di sponsorizzazione, è la 3ª edizione di questo torneo, è iniziata il 16 luglio 2014 ed è terminata il 20 maggio 2015 con la finale. Partecipano le 18 squadre della Liga I 2014-2015.
Il torneo è stato vinto per la prima volta dalla Steaua Bucarest, che ha sconfitto in finale il Pandurii.
La manifestazione è stata rilanciata dopo essere stata disputata solamente nel 1998 e nel 2000. Nella riunione di Lega dell'8 aprile 2014 fu stabilita la nuova formula della manifestazione: ad eliminazione diretta con gara di sola andata ad eccezione delle semifinali e le partite saranno giocate durante le pause del campionato per gli incontri della nazionale e il vincitore avrà un premio di 250.000 euro e il posto in UEFA Europa League.

## Calendario
| Fase        | Turno            | Date                                     |
| ----------- | ---------------- | ---------------------------------------- |
| Preliminari | 1º turno         | 16 luglio 2014                           |
| Fase finale | Ottavi di finale | 18 - 21 luglio 2014                      |
| Fase finale | Quarti di finale | 12 - 14 dicembre 2014                    |
| Fase finale | Semifinali       | 17 - 18 febbraio 2015 10 - 11 marzo 2015 |
| Fase finale | Finale           | 20 maggio 2015                           |

## Premi
| Fase             | Premio    |
| ---------------- | --------- |
| Campione         | € 100 000 |
| Finalista        | € 70 000  |
| Semifinalista    | € 50 000  |
| Quarti di finale | € 25 000  |
| Ottavi di finale | € 20 000  |
| Preliminari      | € 10 000  |

## Preliminari
| Squadra 1      | Risultato | Squadra 2           |
| -------------- | --------- | ------------------- |
| 16 luglio 2014 |           |                     |
| Rapid Bucarest | 1 − 0     | U Craiova           |
| Târgu Mureș    | 0 − 2     | CSM Studențesc Iași |

## Ottavi di finale
| Squadra 1           | Risultato               | Squadra 2         |
| ------------------- | ----------------------- | ----------------- |
| 18 luglio 2014      |                         |                   |
| Viitorul Costanza   | 3 − 3 (dts) 5 – 3 (dcr) | Botoșani          |
| Brașov              | 1 − 4                   | Astra Giurgiu     |
| 19 luglio 2014      |                         |                   |
| Oțelul Galați       | 0 − 0 (dts) 3 – 2 (dcr) | Ceahlăul          |
| Rapid Bucarest      | 1 − 2                   | Steaua Bucarest   |
| 20 luglio 2014      |                         |                   |
| CSM Studențesc Iași | 4 − 2                   | CFR Cluj          |
| U Cluj              | 1 − 0                   | Petrolul Ploiești |
| 21 luglio 2014      |                         |                   |
| Gaz Metan Mediaș    | 0 − 1 (dts)             | Pandurii          |
| Concordia Chiajna   | 1 − 3                   | Dinamo Bucarest   |

## Quarti di finale
| Squadra 1           | Risultato               | Squadra 2         |
| ------------------- | ----------------------- | ----------------- |
| 12 dicembre 2014    |                         |                   |
| Pandurii            | 2 − 0                   | Oțelul Galați     |
| 13 dicembre 2014    |                         |                   |
| Dinamo Bucarest     | 0 − 0 (dts) 3 – 2 (dcr) | U Cluj            |
| 14 dicembre 2014    |                         |                   |
| Astra Giurgiu       | 3 − 1                   | Viitorul Costanza |
| CSM Studențesc Iași | 0 − 3                   | Steaua Bucarest   |

## Semifinali
| Squadra 1                   | Totale | Squadra 2       | Andata | Ritorno |
| --------------------------- | ------ | --------------- | ------ | ------- |
| 17 febbraio / 10 marzo 2015 |        |                 |        |         |
| Pandurii                    | 5 – 2  | Dinamo Bucarest | 2 – 1  | 3 – 1   |
| 18 febbraio / 11 marzo 2015 |        |                 |        |         |
| Steaua Bucarest             | 3 – 2  | Astra Giurgiu   | 3 – 0  | 0 – 2   |

## Finale
| Arbitro: | Adrian Comănescu |

|                                          |           |  |
| Iancu 3’ (rig.) Chipciu 54’ Țucudean 67’ | Marcatori |  |